# أمبير ماي سيسيل
أمبير ماي سيسيل (بالإنجليزية: Amber Mae Cecil)‏ هي ممثلة أسترالية، ولدت في 1938.

## النشأة
ولدت أمبير في 20 أغسطس في عام 1938 في بوتس بوينت. كان والداها أيضًا من الشخصيات البارزة في الإذاعة الأسترالية، عملت والدتها روزاليند مارغريت كينيرديل (1910 - 1994) ممثلةً، ووالدها لورنس هنري سيسيل (1888 - 1968) منتجاً لهيئة الإذاعة الأسترالية. كان جدها، نورمان كينيرديل (1880 - 1950)، يدير مدرسةً للفنون الدرامية، أدارتها لاحقًا روزاليند كينيرديل.

## الحياة المهنية
ظهرت أمبير لأول مرة في المسلسل الإذاعي لـGrace Gibson Night Beat وكانت تبلع 12 عاماً. كما رضت عليها كويني أشتون دورًا مسرحيًا ولعبت أدوارًا لشركات متروبوليتان وإندبندنت ومسرح ميركوري.

## الحياة الشخصية
لدى أمبير ابناً واحداً ولد عام 1960 ، وهو الممثل والمنتج جيمي ماكورميك. وتوفيت أمبير في سيدني في 15 يوليو من عام 1998 ، عن عمر يناهز 59 عامًا.

## وصلات خارجية
- أمبير ماي سيسيل على موقع IMDb (الإنجليزية)
- أمبير ماي سيسيل على موقع قاعدة بيانات الفيلم (الإنجليزية)